# Sean Patrick Thomas
Sean Patrick Thomas (Wilmington, Delaware, Estados Unidos, 17 de diciembre de 1970) es un actor estadounidense. Saltó a la fama en 2001 por su interpretación de Derek Reynolds en la película Espera al último baile. También es conocido por ser el Detective Temple Page en la serie "El Distrito".

## Biografía

### Primeros años
Thomas es hijo de inmigrantes procedentes de Guyana. Nació y creció en Wilmington, en Delaware. su madre, Cheryl, trabajaba como analista de finanzas para DuPont, y su padre, Carlton Thomas, un ingeniero que también trabajó para la compañía DuPont. Thomas, quien es el mayor de tres hermanos, estudió en el Colegio de Santa María Magdalena y luego se graduó en el instituto Brandywine de Delaware. Comenzó la carrera de derecho en la Universidad de Virginia pero tras su actuación en la película A Raisin in the Sunle llevó a abandonar sus estudios y centrarse en la carrera artística.

### Carrera artística
A mediados de la década de 1990, Thomas comenzó a participar en diversos filmes, como Conspiracy Theory (1997), Can't Hardly Wait (1998) y Cruel Intentions (1999). su primera gran oportunidad le llegó en 2001 con la película romántica Save the Last Dance, donde compartía escena con Julia Stiles. La película se estrenó en enero de 2001 y supuso un gran éxito, obteniendo más de 90 millones de dólares de recaudación en taquilla. Posteriormente, Thomas actuó como secundario enBarbershop y Halloween: Resurrection, ambas en el año 2002. Thomas fue un miembro del elenco de El Distrito, una serie de televisión que se transmitió por CBS de 2000 a 2004. También participó en la película de terror de 2008 The Burrowers . Interpretó un personaje recurrente (Alan Townsend) en Reaper. Thomas se ha convertido en un personaje recurrente como el agente federal Dupree Karl en la serie de la FOX Miénteme, emitida en España por Antena 3. En 2009, subió al escenario, interpretando el papel protagónico en "Othello" de teatro para un público nuevo en Nueva York. Esta producción se trasladó al Teatro Intiman en Seattle para el verano.

### Vida personal
Thomas se casó con la actriz Aonika Laurent en Nueva Orleans el 22 de abril de 2006. Su fecha de la boda original había sido Sábado, 5 de noviembre de 2005, pero tuvo que posponerse debido al huracán Katrina. La pareja se conoció en una fiesta organizada por Tim Story. La pareja ha tenido una hija, Loala Jolie, nacida el 16 de mayo de 2008, y un hijo, Luc Laurent, nacido el 9 de junio de 2010.

## Filmografía
Serie ' Duda razonable'
Serie de Prime ' Crueles intenciones '.
| Año  | Título                         | Personaje                |
| ---- | ------------------------------ | ------------------------ |
| 1997 | Picture Perfect                | Ad Researcher #2         |
| 1998 | Can't Hardly Wait              | Ben, Jock #2             |
| 1999 | Cruel Intentions               | Ronald Clifford          |
| 2000 | Dracula 2000                   | Trick                    |
| 2001 | Save the Last Dance            | Derek Reynolds           |
| 2001 | Not Another Teen Movie         | Other Black Guy At Party |
| 2002 | Barbershop                     | Jimmy James              |
| 2002 | Halloween: Resurrection        | Rudy Grimes              |
| 2004 | Barbershop 2: Back in Business | Jimmy James              |
| 2006 | The Fountain                   | Antonio                  |
| 2008 | The Burrowers                  | Callaghan                |
| 2012 | Asesinato en el piso 13        | Jordan Braxton           |
| 2014 | Deep in the Darkness           | Dr. Michael Cayle        |
| 2016 | La barbería 3                  | Jimmy James              |
| 2017 | The Sterling Chase             | Darren                   |
| 2019 | The Curse of La Llorona        | Detective Cooper         |

## Televisión
| Año         | Título       | Personaje                     |
| ----------- | ------------ | ----------------------------- |
| 2000 - 2004 | The District | Officer/Detective Temple Page |
| 2009        | Lie to Me    | Karl Dupree                   |
| 2009        | Reaper       | Alan Townsend                 |
| 2012        | Ringer       | Solomon Vessida               |
| 2015 - 2016 | Vixen        | Macalester (voz)              |